# Севрюков, Леонид Иванович
Леонид Иванович Севрюков (2 апреля 1922, Ставрополь — 28 апреля 1942, Новороссийск) — советский лётчик-истребитель ВВС Черноморского флота в годы Великой Отечественной войны, Герой Советского Союза (23.10.1942, посмертно). Сержант (19.08.1941).

## Биография
Родился 2 апреля 1922 года в Ставрополе. Из семьи рабочего-тракториста. В 1939 году вступил в ВЛКСМ. В 1939 году окончил Ворошиловский (Ставропольский) аэроклуб.
В Военно-морском флоте с мая 1940 года. В 1941 году окончил в Военно-морское авиационное училище имени Сталина в городе Ейске. С июня 1941 года проходил службу в этом же училище лётчиком-инструктором, при этом сам освоил истребитель ЛаГГ-3.
В боях Великой Отечественной войны с декабря 1941 года, когда он был назначен пилотом 7-го истребительного авиационного полка 62-й истребительной авиационной бригады военно-воздушных сил Черноморского флота.
Сержант Леонид Севрюков за период участия в боях совершил 151 боевой вылет, сбил четыре вражеских самолёта.
28 апреля 1942 года, защищая Новороссийск, сбил два вражеских бомбардировщика, в том числе один тараном, но сам погиб.
Похоронен в братской могиле советских воинов на городском кладбище Новороссийска.
Звание Героя Советского Союза сержанту присвоено посмертно Указом Президиума Верховного Совета СССР от 23 октября 1942 года.

## Память
- Навечно зачислен в списки авиаэскадрильи ВВС Черноморского флота[4].
- На родине в Ставрополе установлен бюст Героя и его именем названа школа № 3, в которой он учился. На здании школы установлена мемориальная доска (2016)
- На здании филиала гимназии № 1 города Новороссийска установлена мемориальная доска Герою Советского Союза Леониду Ивановичу Севрюкову (2003).
- Его именем названы улицы городов Новороссийск и Ставрополь.
- Рыболовный морозильный траулер Азово-Черноморского бассейна назван «Леонид Севрюков».